# Jardiner flamíger
El jardiner flamíger (Sericulus ardens) és una espècie d'ocell de la família dels ptilonorínquids (Ptilonorhynchidae) que habita la selva humida del sud de Nova Guinea.